# 大池遊園站
大池遊園站（日语：／ Oikeyūen eki */?）是位於和歌山縣紀之川市貴志川町長山，和歌山電鐵的貴志川線車站。車站編號為「11」。
此站最接近大池遊園，而車站位於位於紀之川市內，鄰接和歌山市和海南市的邊界。

## 歷史
在車站啟用當初，車站不是在現時的位置，車站位於現時靠近和歌山站一方200米處。
在1999年（平成11年），隨著交通中心前站啟用，此站的日文讀法由改為。這是由於當地居民使用新讀法。
- 1933年（昭和8年）8月18日 - 和歌山鐵道伊太祁曾站至貴志站之間開通，此站啟用。
- 1957年（昭和32年）11月1日 - 公司合併至和歌山電氣軌道，成為和歌山電氣軌道鐵道線車站。
- 1961年（昭和36年）11月1日 - 與南海電氣鐵道合併，成為南海電氣鐵道貴志川線車站。
- 1998年（平成10年） - 撒走車站大樓。
- 1999年（平成11年）5月7日 - 車站名稱日文讀法由改為。
- 2006年（平成18年）4月1日 - 和歌山電鐵繼承貴志川線，成為和歌山電鐵貴志川線車站。

## 車站構造
車站是一座地面車站，設有1面1線的單式月台。此站曾經設有1面2線的島式月台和車站大樓。於月台一端設有出入口，該處設有古老小屋，內部設有車費表。
現時此站是無人車站，沒有自動售票機、自動閘機，也不可使用Surutto KANSAI對應的車票。在成為無人車站後，曾經逢大池遊園內櫻花盛開季節的時候，此站會有職員當值，但是現時已經沒有這個措施。
月台南邊被叢林遮蔽的位置處設有「乘客候車室」木製建築物。在站外設有廁所。

## 利用狀況
在2019年（令和元年）度，此站1日平均上下車人次為195人。
以下為各年度1日平均上下車人次列表。
| 年度   | 1日平均 上下車人次 |
| ------ | ------------------ |
| 1980年 | 337                |
| 1985年 | 253                |
| 1990年 | 282                |
| 1995年 | 330                |
| 2000年 | 261                |
| 2001年 | 248                |
| 2002年 | 249                |
| 2003年 | 271                |
| 2004年 | 250                |
| 2005年 | 251                |
| 2006年 | 219                |
| 2007年 | 220                |
| 2008年 | 217                |
| 2009年 | 217                |
| 2010年 | 218                |
| 2011年 | 221                |
| 2012年 | 219                |
| 2013年 | 235                |
| 2014年 | 231                |
| 2015年 | 226                |
| 2016年 | 215                |
| 2017年 | 212                |
| 2018年 | 205                |
| 2019年 | 195                |

## 車站周邊

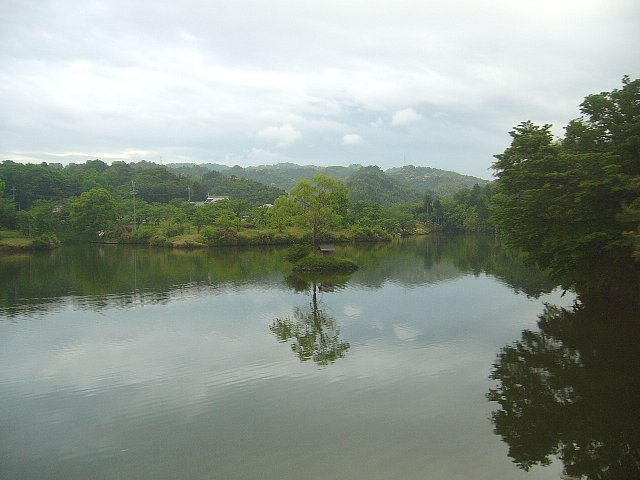
大池
（2006年5月）

此站位於紀之川市，車站位於鄰接和歌山市和海南市，邊界位於大池。而此站是前往貴志站的列車中，首個停靠於紀之川市的車站。
車站南邊設有雞冠山（海拔167.5米）。在此站與鄰站西山口站之間設有大型團地。
- 大池
- 長山團地
- 長山郵局
- 尺谷池

## 相鄰車站
和歌山電鐵
貴志川線
山東（10）－大池遊園（11）－西山口（12）
- （）内は駅番号を示す。

## 注腳
1. ↑  令和元年度和歌山県公共交通機関等資料集PDF（日語）

## 外部連結
- 大池遊園站（不同站的時間表）PDF（日語） - 和歌山電鐵
- 國土地理院地圖參閱服務 （页面存档备份，存于）（日語） - 大池遊園站周邊的1/25000地形圖 （页面存档备份，存于）（日語）